# Flight 29 Down
《Flight 29 Down》是关于一组在岛上搁浅年轻人的电视连续剧。Discovery Kids制作。节目由Stan Rogow和D. J. MacHale创作。执行制作人是Rogow、MacHale、Shauna Shapiro Jackson、和Gina & Rann Watumull。前两季在Discovery Kids播放。
连续剧“第三季暨最终季”在2007年2月5日开拍，被制作成四部电影而不是前两季的剧集格式。《Flight 29 Down: The Movie》促销在第二季完结期间推出。
节目在夏威夷欧胡岛拍摄。